# The Walking Dead: World Beyond
The Walking Dead: World Beyond (deutsch etwa Die wandelnden Toten: Welt danach) ist eine US-amerikanische Horrorserie, die von Scott Gimple und Matthew Negrete entwickelt wurde. Sie ist Teil des The Walking Dead Franchise und ein Spin-off der Fernsehserie The Walking Dead und basiert anders als jene nicht auf der gleichnamigen Comicserie. Es ist die dritte Fernsehserie des Franchises.
Die Serie soll aus zwei Staffeln mit je 10 Episoden bestehen. Die Erstausstrahlung in englischer Sprache begann am 4. Oktober 2020 auf dem Fernsehsender AMC. Die deutschsprachige Erstveröffentlichung findet seit dem 2. Oktober 2020 auf dem Streaming-Dienst Prime Video statt.

## Handlung
Die Serie spielt in Nebraska, rund 10 Jahre nach der Apokalypse. Im Fokus stehen die Erlebnisse von jungen Erwachsenen, allen voran zwei jungen Frauen, nach Ausbruch der Apokalypse.

## Besetzung und Synchronisation
Die deutsche Synchronisation entsteht unter der Dialogregie von Victoria Sturm durch die Synchronfirma VSI Synchron GmbH in Berlin.

### Hauptdarsteller
| Schauspieler         | Rolle                   | Hauptrolle (Folgen) | Nebenrolle (Folgen)         | Synchronsprecher                                     |
| -------------------- | ----------------------- | ------------------- | --------------------------- | ---------------------------------------------------- |
| Aliyah Royale        | Iris Bennett            | 1.01–2.10           |                             | Marie Hinze                                          |
| Maliyah Monae Kellam | Iris Bennett            |                     | 1.01, 1.10                  |                                                      |
| Alexa Mansour        | Hope Bennett            | 1.01–2.10           |                             | Ronja Peters                                         |
| Samantha Lorraine    | Hope Bennett            |                     | 1.01–1.02, 1.05, 1.10       | Anni C. Salander                                     |
| Hal Cumpston         | Silas Plaskett          | 1.01–2.10           |                             | Sebastian Kluckert                                   |
| Braxton Bjerken      | Silas Plaskett          |                     | 1.08                        | Julia Bautz                                          |
| Nicolas Cantu        | Elton Ortiz             | 1.01–2.10           |                             | Cedric Eich                                          |
| Roger Dale Floyd     | Elton Ortiz             |                     | 1.04–1.05                   |                                                      |
| Nico Tortorella      | Felix Carlucci          | 1.01–2.10           |                             | Leonhard Mahlich (Staffel 1) Tobias Nath (Staffel 2) |
| Dawson Shea          | Felix Carlucci          |                     | 1.02                        | Linus Drews                                          |
| Annet Mahendru       | Jennifer „Huck“ Mallick | 1.01–2.10           |                             | Anne Helm                                            |
| Julia Ormond         | Elizabeth Kublek        | 1.01–2.10           |                             | Christin Marquitan                                   |
| Joe Holt             | Leopold „Leo“ Bennett   | 2.01–2.10           | 1.01, 1.04, 1.06, 1.09–1.10 | Stefan Staudinger                                    |
| Jelani Alladin       | Will Campbell           | 2.01–2.10           | 1.09–1.10                   | Michael Ernst                                        |
| Natalie Gold         | Lyla Belshaw            | 2.02–2.09           | 1.04, 1.06, 1.10            | Gundi Eberhard                                       |
| Ted Sutherland       | Percy                   | 2.03–2.09           | 1.06–1.07, 1.09–1.10        | Julius Jellinek                                      |
| Pollyanna McIntosh   | Anne „Jadis Stokes“     | 2.06–2.10           | 2.05                        | Victoria Sturm                                       |

### Nebendarsteller
| Schauspieler          | Rolle                     | Episoden             | Synchronsprecher |
| --------------------- | ------------------------- | -------------------- | ---------------- |
| Al Calderon           | Barca                     | 1.01, 1.03           | Lasse Dreyer     |
| Robert Palmer Watkins | Lieutenant Frank Newton   | 1.08                 |                  |
| Noah Emmerich         | Dr. Edwin Jenner          | 2.10                 | Tobias Meister   |
| Christina Marie Karis | Kari Bennett              | 1.01–1.02, 1.10      | Bianca Warnek    |
| Christina Brucato     | Amelia Ortiz              | 1.01–1.02, 1.05–1.06 |                  |
| Beth Leavel           | Dr. K                     | 1.01                 |                  |
| Dani Fish             | Dani                      | 1.01, 1.03           |                  |
| Aislin Freya Pax      | Phoebe                    | 1.01, 1.03           |                  |
| Gabriella Garcia      | Jan                       | 1.01                 |                  |
| Matt Burke            | Erwachsener Administrator | 1.01                 |                  |
| Pritesh Shah          | Mr. Kapadia               | 1.01                 | Michael Gugel    |
| Unbekannt             | Izzy                      | 1.01                 |                  |
| Stirling Gardner      | Cliff Carlucci            | 1.02                 | Vlad Chiriac     |
| James Martin Kelly    | Marco Voci                | 1.03                 |                  |
| Kai Lennox            | Gary Plaskett             | 1.03–1.04, 1.08      |                  |
| Unbekannt             | Sabina James              | 1.04                 |                  |
| S.J. Ovaska           | Samuel Abbott             | 1.04, 1.06           |                  |
| Reece Rios            | Isaac Ortiz               | 1.05                 | Jannik Endemann  |
| Scott Adsit           | Tony                      | 1.06–1.07            |                  |
| Gil Perez-Abraham     | Drake                     | 1.07                 |                  |
| Dave MacDonald        | Wilkins                   | 1.07                 |                  |
| Paul Teal             | Walter                    | 1.07                 |                  |
| Michel Curiel         | Private Owens             | 1.07                 |                  |
| John Paul Steele      | Corporal Simms            | 1.07                 |                  |
| Adam Hicks            | Dawson                    | 1.07                 |                  |
| Catherine Taber       | Silas’ Mutter             | 1.08                 |                  |
| Jennie Fahn           | Ruth                      | 1.08                 |                  |
| Jeris Donovan         | Adoption Agent            | 1.10                 |                  |

## Episodenliste

### Staffel 1
| Nr. (ges.) | Nr. (St.) | Deutscher Titel                  | Originaltitel                | Erstausstrahlung USA | Deutschsprachige Erstveröffentlichung (D/AT) | Regie            | Drehbuch                                         | Zuschauer (USA) |
| ---------- | --------- | -------------------------------- | ---------------------------- | -------------------- | -------------------------------------------- | ---------------- | ------------------------------------------------ | --------------- |
| 1          | 1         | Mutig                            | Brave                        | 4. Okt. 2020         | 2. Okt. 2020                                 | Magnus Martens   | Scott M. Gimple & Matthew Negrete                | 1,60 Mio.       |
| 2          | 2         | Feuer der Ewigkeit               | The Blaze of Glory           | 11. Okt. 2020        | 9. Okt. 2020                                 | Magnus Martens   | Ben Sokolowski                                   | 1,04 Mio.       |
| 3          | 3         | Der Tiger und das Lamm           | The Tyger and the Lamb       | 18. Okt. 2020        | 16. Okt. 2020                                | Sharat Raju      | The Farahanis                                    | 1,04 Mio.       |
| 4          | 4         | Das falsche Ende eines Teleskops | The Wrong End of a Telescope | 25. Okt. 2020        | 23. Okt. 2020                                | Rachel Leiterman | Sinead Daly                                      | 1,02 Mio.       |
| 5          | 5         | Der Wind gewinnt immer           | Madman Across the Water      | 1. Nov. 2020         | 30. Okt. 2020                                | Dan Liu          | Rohit Kumar                                      | 0,74 Mio.       |
| 6          | 6         | Schattenpuppen                   | Shadow Puppets               | 8. Nov. 2020         | 6. Nov. 2020                                 | Michael Cudlitz  | Maya Goldsmith                                   | 0,76 Mio.       |
| 7          | 7         | Wahrheit oder Pflicht            | Truth or Dare                | 15. Nov. 2020        | 13. Nov. 2020                                | Michael Cudlitz  | Eddie Guzelian                                   | 0,78 Mio.       |
| 8          | 8         | Der Himmel ist ein Friedhof      | The Sky Is a Graveyard       | 22. Nov. 2020        | 20. Nov. 2020                                | Loren Yaconelli  | Elizabeth Padden                                 | 0,63 Mio.       |
| 9          | 9         | Der tiefste Schnitt              | The Deepest Cut              | 29. Nov. 2020        | 27. Nov. 2020                                | Sydney Freeland  | Maya Goldsmith & Ben Sokolowski                  | 0,62 Mio.       |
| 10         | 10        | In diesem Leben                  | In This Life                 | 29. Nov. 2020        | 27. Nov. 2020                                | Magnus Martens   | Matthew Negrete, Maya Goldsmith & Ben Sokolowski | 0,62 Mio.       |

### Staffel 2
| Nr. (ges.) | Nr. (St.) | Deutscher Titel             | Originaltitel                | Erstausstrahlung USA | Deutschsprachige Erstveröffentlichung (D/AT) | Regie             | Drehbuch                                       | Zuschauer (USA) |
| ---------- | --------- | --------------------------- | ---------------------------- | -------------------- | -------------------------------------------- | ----------------- | ---------------------------------------------- | --------------- |
| 11         | 1         | Konsequenzen                | Konsekans                    | 3. Okt. 2021         | 4. Okt. 2021                                 | Loren Yaconelli   | Matthew Negrete                                | 0,75 Mio.       |
| 12         | 2         | Halt                        | Foothold                     | 10. Okt. 2021        | 11. Okt. 2021                                | Loren Yaconelli   | Carson Moore                                   | 0,81 Mio.       |
| 13         | 3         | Austrittswunden             | Exit Wounds                  | 17. Okt. 2021        | 18. Okt. 2021                                | Aisha Tyler       | Rayna McClendon                                | 0,67 Mio.       |
| 14         | 4         | Familie hat vier Buchstaben | Family Is a Four Letter Word | 24. Okt. 2021        | 25. Okt. 2021                                | Aisha Tyler       | Maya Goldsmith                                 | 0,69 Mio.       |
| 15         | 5         | Kreuzung                    | Quatervois                   | 31. Okt. 2021        | 1. Nov. 2021                                 | Heather Cappiello | Ben Sokolowski                                 | 0,51 Mio.       |
| 16         | 6         | Wer bist Du?                | Who Are You?                 | 7. Nov. 2021         | 8. Nov. 2021                                 | Heather Cappiello | Rohit Kumar                                    | 0,43 Mio.       |
| 17         | 7         | Blut und Lügen              | Blood and Lies               | 14. Nov. 2021        | 15. Nov. 2021                                | Lily Mariye       | Sinead Daly                                    | 0,49 Mio.       |
| 18         | 8         | Umkehrpunkt                 | Returning Point              | 21. Nov. 2021        | 22. Nov. 2021                                | Lily Mariye       | Eddie Guzelian                                 | 0,52 Mio.       |
| 19         | 9         | Der Tod und die Toten       | Death and the Dead           | 28. Nov. 2021        | 29. Nov. 2021                                | Loren Yaconelli   | Erin Martin & Sam Reynolds                     | 0,53 Mio.       |
| 20         | 10        | Das letzte Licht            | The Last Light               | 5. Dez. 2021         | 6. Dez. 2021                                 | Loren Yaconelli   | Matthew Negrete, Maya Goldsmith & Carson Moore | 0,43 Mio.       |

## Produktion

### Entwicklung
Im Juli 2018 gab Scott Gimple bei der San Diego Comic Con bekannt, dass ein neues Spin-Off des Franchises in Entwicklung sei. Im April 2019 bestellte AMC eine zehnteilige, erste Staffel der Serie. Am 24. November 2019 wurde der offizielle Serientitel bekanntgegeben, der Arbeitstitel lautete bis dato Monument. Im Januar 2020 gab AMC mit Veröffentlichung des Serientitels auch bekannt, dass die Serie lediglich aus zwei Staffeln bestehen wird.

### Dreharbeiten
Die Dreharbeiten starteten Ende Juli 2019 in Richmond, Virginia. Diese sollten bis Ende November 2019 dauern.

## Ausstrahlung
Die Premiere der Serie sollte ursprünglich am 12. April 2020, im Anschluss an das Staffelfinale der 10. Staffel von The Walking Dead stattfinden. Aufgrund der Covid-19-Pandemie wurde die Premiere zunächst auf einen späteren Zeitpunkt verschoben. Am 24. Juli gab AMC bekannt, dass die Premiere am 4. Oktober 2020 stattfinden solle.
In Deutschland sicherte sich Amazon die Rechte an der Serie und wird die Episoden nur wenige Stunden nach Erstausstrahlung in den Vereinigten Staaten über Prime Video veröffentlichen.